# Tiruvarur
Tiruvarur (tamilski: திருவாரூர்) – miasto w Indiach, w stanie Tamilnadu, stolica dystryktu Tiruvarur. W 2011 liczyło 58 301 mieszkańców.